# Ilisiakos BC
Ilisiakos BC (en griego: Ηλυσιακός Α.Ο.), es un equipo de baloncesto griego con sede en Atenas, que disputa la competición de la A1 Ethniki. Disputa sus partidos como local en el Ilissia Indoor Hall, con capacidad para 1700 espectadores.

## Historia
Forma parte de un club polideportivo creado en 1927, aunque la sección de baloncesto no se fundó hasta 1968. Jugó en la A1 Ethniki hasta 1988, cuando descendió a la A2 Ethniki, donde permaneció 10 temporadas, descendiendo a la División B en 1999. Trea años más tarde regresó a la segunda categoría del baloncesto griego, logrando el ascenso a la A1 Ethniki esa misma temporada, aunque al año siguiente volvió a descender. En 2009 recuperó de nuevo la máxima categoría, tras quedar segundo en la clasificación final.
Su mejor resultado en las diferentes competiciones se dio en 1995, cuando llegó a las semifinales de la Copa de Grecia, acabando en la cuarta posición.

## Jugadores destacados
- Ian Vouyoukas
- Antonis Fotsis
- Konstantinos Harissis
- - Anatoly Zourpenko
- Grega Mali
- Brett Eppehimer
- Brent Petway
- Willie Deane
- Vonteego Cummings
- Warren Carter